# Ahalcihe
Ahalcihe (gruzijski ახალციხე, u prijevodu "novi dvorac", u prošlosti zvan i Lomisa) je mali gradić u gruzijskoj jugozapadnoj regiji (mhare) Samche-Džavahetiji. Rijeka Pochovi teče kroz grad dijeleći ga na sjeverni i južni dio.

## Povijest
Grad se u kronikama prvi put spominje u 12. stoljeću. U 12. i 13. stoljeću bio je središte Ahalcihelisa, a gradom su vladali knezovi Samche. Od 13. do 17. stoljeća grad je bio pod feudalnom upravom obitelji Džakeli. Osmanlijsko Carstvo je osvojilo grad 1576., a 1628. postaje središte Samche, a Osmanlije su ga zvali "Ahiska". Za vrijeme Rusko-turskog rata 1828. – 1829. ruski su vojnici pod zapovjedništvom Ivana Paskeviča zarobljeni u gradu. Kao posljedica Mira u Drinpolju 1829. Turci su Ruskom Carstvu ustupili Ahalcihe i Tbilisi. Kasnih 1980-ih grad je bio domaćin na predstavljanju 10. gardijske motorne divizije kao pojačanje Sovjetskoj armiji, koja je ostvarivanjem gruzijske neovisnosti postala dijelom gruzijskih kopnenih snaga.

## Kulturna baština i znamenitosti
U starom dijelu grada mogu se vidjeti stare tvrđave, dvorac i džamija, staru tvrđavu Džakelisa (13. – 14 stoljeća) i Crkvu sv. Marije. Na brdu u blizini gradske luke nalazi se samostan Sapara (10. do 14. stoljeća).

## Zbratimljeni gradovi
Ahaliche je zbratimljen s ovim gradovima:
- Artvin, Turska
- Ardahan, Turska

## Osobe vezane za Ahalcihe
- Grégoire-Pierre Agagianian (1895. – 1971.), kardinal Armenske katoličke crkve
- David Baazov, rabin u Ahalcihu 1918.
- Aghan Ephrikian (-1840.?), paša i guverner
- Aram Ghanalanyan (1909. – 1983.), armenski filolog, etnolog, član armenske Nacionalne akademije znanosti
- Hovhannes Katčaznouni (1868-1938), prvi premijer Demokratske Republike Armenije
- Ahmed-paša Himšiašvili (-1836.?), paša od Ahalcihea
- Sergo Kobuladze (1909. – 1978.), slikar i ilustrator
- Hakob Kodžojan (1883. – 1959.), sovjetski armenski slikar
- Šalva Maglakelidze, punomoćnik ruske privremene vlade, a zatim i gruzijske vlade (1917. – 1918.)
- Stepan Malhasjanc, armenski akademik
- obitelj Palavandišvili
- Giorgi Mazniašvili, guverner i general Ahalichea (1919. – 1920.)
- Natela Svanidze, gruzijski skladatelj
- Mičel Tamarati (1858. – 1911.), gruzijski katolički svećenik i povjesničar
- Vahtang Tčutčunašvili (-1668.?), diktataor koji je pobjegao u Ahalcihe nakon svrgavanja
- Vahtang V, kralj pokrajine Kartli, pobjegao u Ahalcihe nakon državnog udara
- Lusine Zakarjan (1937. – 1991.), sovjetska armenska sopranistica

## Vanjske poveznice
- Akhaltsikhe distrikt[neaktivna poveznica]